# فرهنگ لغت وبستر

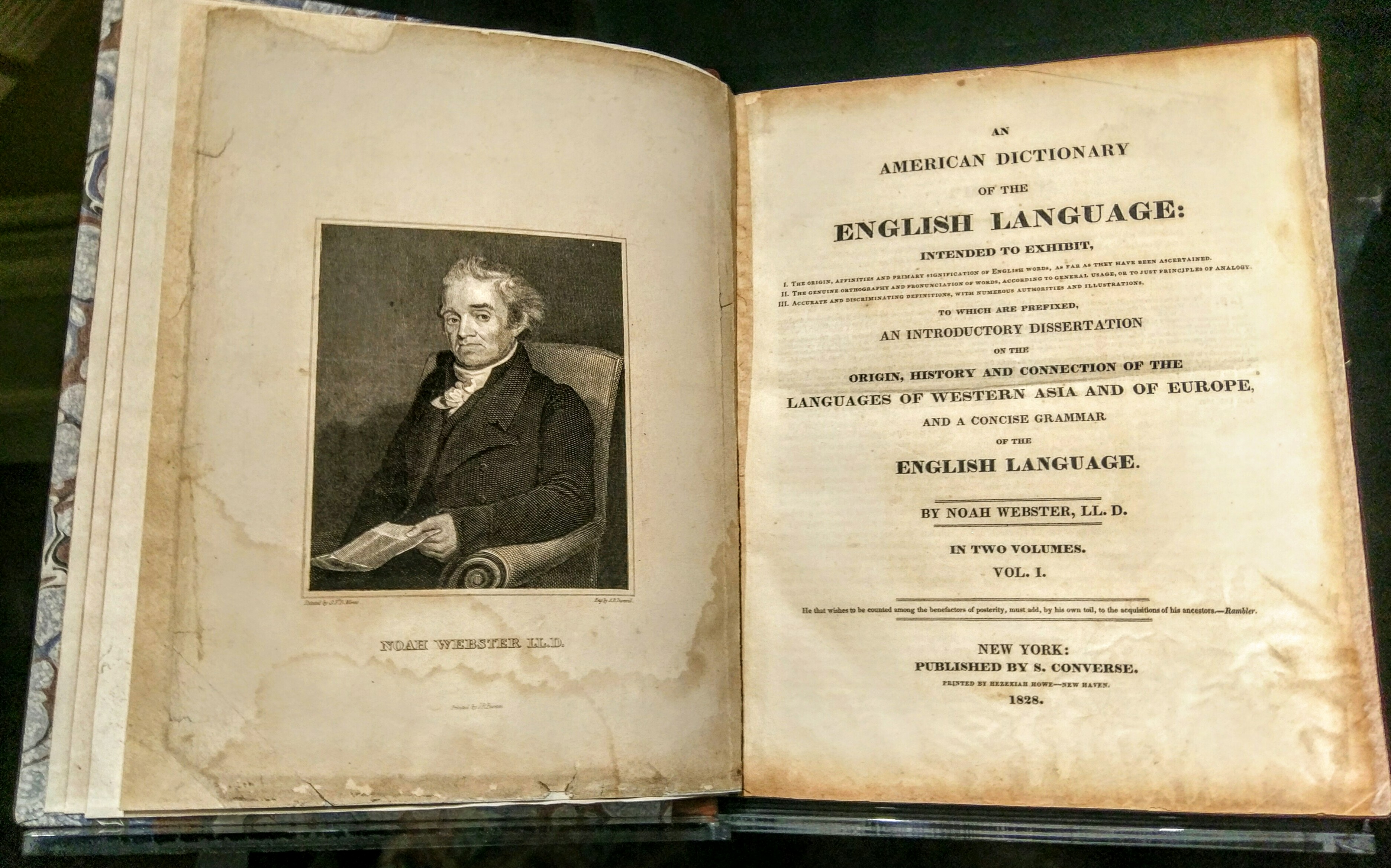
صفحه عنوان اولین ویرایش فرهنگ لغت آمریکایی زبان انگلیسی با حکاکی از نوآ وبستر (۱۸۲۸)

دیکشنری وبستر (انگلیسی: Webster's Dictionary) یکی از فرهنگ لغت‌های انگلیسی‌زبان است که در اوایل قرن نوزدهم توسط نوآ وبستر (۱۷۵۸–۱۸۴۳)، فرهنگ‌نویس آمریکایی ویرایش شده است. وبستر از آن زمان در ایالات متحده به یک علامت تجاری برای لغت‌نامه‌های انگلیسی تبدیل شده است و در عناوین فرهنگ لغت استفاده می‌شود.